# Guébestroff
Guébestroff là một xã trong vùng Grand Est, thuộc tỉnh Moselle, quận Château-Salins, tổng Dieuze. Tọa độ địa lý của xã là 48° 49' vĩ độ bắc, 06° 43' kinh độ đông. Guébestroff nằm trên độ cao trung bình là 240 mét trên mực nước biển, có điểm thấp nhất là 209 mét và điểm cao nhất là 333 mét. Xã có diện tích 3,81 km², dân số vào thời điểm 2004 là 51 người; mật độ dân số là 13,4 người/km².

## Thông tin nhân khẩu
| 1962 | 1968 | 1975 | 1982 | 1990 | 1999 |
| ---- | ---- | ---- | ---- | ---- | ---- |
| 25   | 39   | 37   | 43   | 34   | 54   |